# Zámek Żyrowa
Zámek Żyrowa, polsky Pałac w Żyrowej a německy Schloss Zyrowa, je opravovaný barokní zámek ve vesnici Żyrowa v gmině Zdzieszowice v okrese Krapkowice v Polsku. Leží také v nížině Ratibořská kotlina v Opolském vojvodství v Horním Slezsku. Zámecký komplex a okolní park jsou památkově chráněny.

## Historie
Zámek Żyrowa byl postaven na místě starších cysterciáckých klášterních budov z konce 13. století. Prvními majiteli zámku byli Zyrovští. Novodobý zámek Żyrowa byl postavený hrabětem Melchior Ferdinand von Gaschin v letech 1631–1644 a je jednou z největších raně barokních staveb v Opolském vojvodství. V roce 1781 byl renovován a přestavěn. Palác zůstal v rukou rodiny von Gaschin až do roku 1852 kdy jej koupil Max Friedrich von Hatzfeld-Schönstein (poslanec za Pruské království). Později jej vlastnil generál August von Nostitz, bratři Godeckeové a Eduard Guradze. Do paláce se neinvestovalo a tak zpustl. V roce 1899 se budova dostala do rukou amerického milionáře, který ji koupil pro svou dceru Mary Knowlton jako svatební dar. Mary Knowlton a její manžel hrabě Johann von Francken-Siestorpf provedli v letech 1899 a 1904–1911 rozsáhlou rekonstrukci paláce, která mu vrátila jeho někdejší slávu. Během třetího slezského povstání v roce 1921 byl zámek vypleněn. Rodina Francken-Sierstorpff vlastnila palác až do roku 1945. Během druhé světové války byl v paláci umístěn vojenský archiv Třetí říše a budova nebyla poničena, ale jen vyrabována Rudou armádou. Po válce byla budova znárodněna. Byl zde zřízen chudobinec a po něm dětské léčebné zařízení. V letech 1959–60 byla budova opět zrekonstruována, ale z důvodu nedostatku finančních prostředků na další provoz, byla v roce 1982 uzavřena a později znovu postupně vyrabovaná a silně zdevastovaná. V roce 1985 palác koupila opolská firma Remak a začala jej opravovat. V souvislosti s politickými změnami po roce 1989 musel Remak v roce 1992 budovu opustit. V letech 1998–2007 pak palác vlastnila společnost ARG Jaga ze Sosnovce. Podle stavu z roku 2023 se zámek opět rekonstruuje.

## Další informace
Podle stavu z roku 2023 není vstup do zámku veřejnosti povolen.

## Galerie

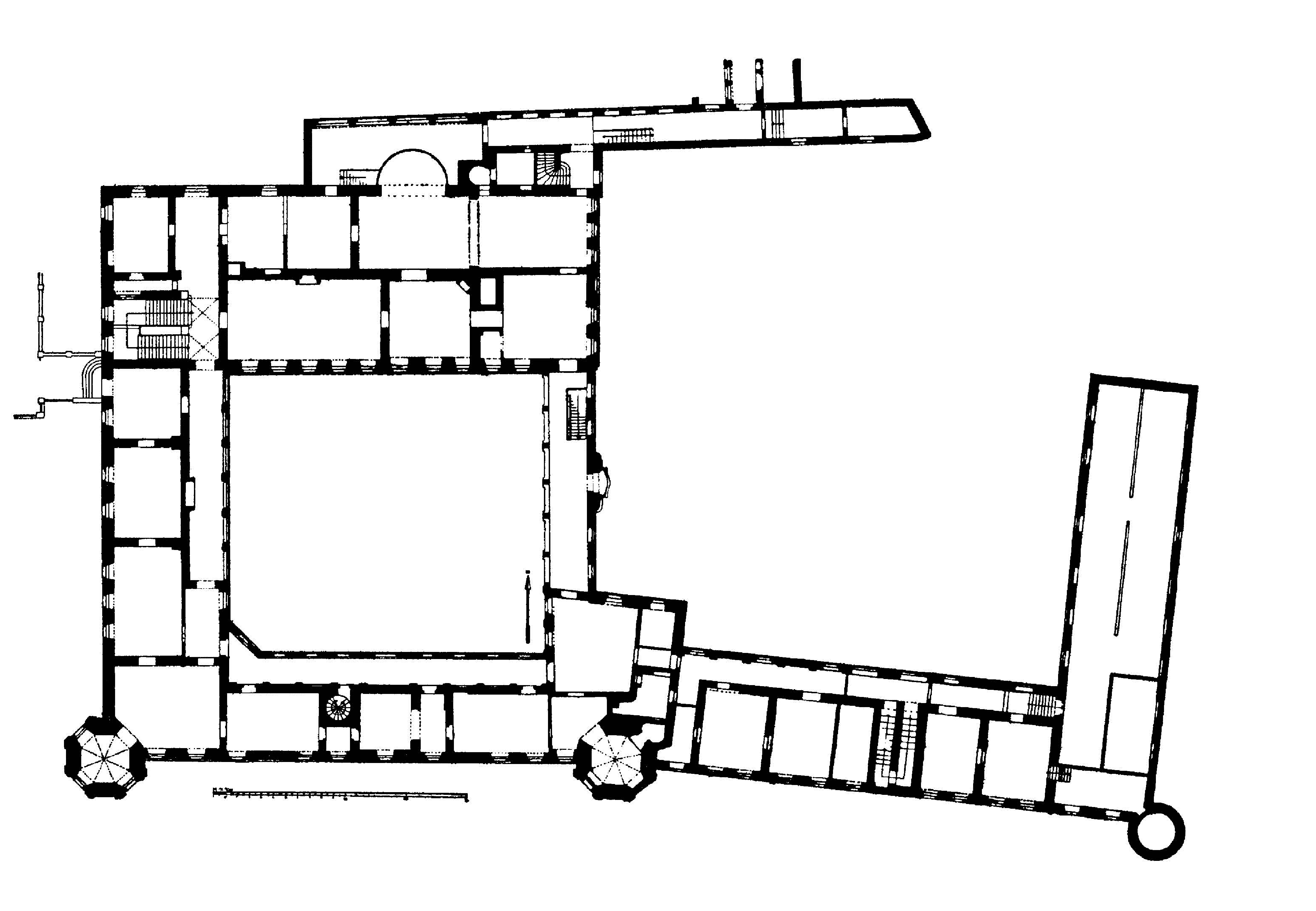
Výkres zámku
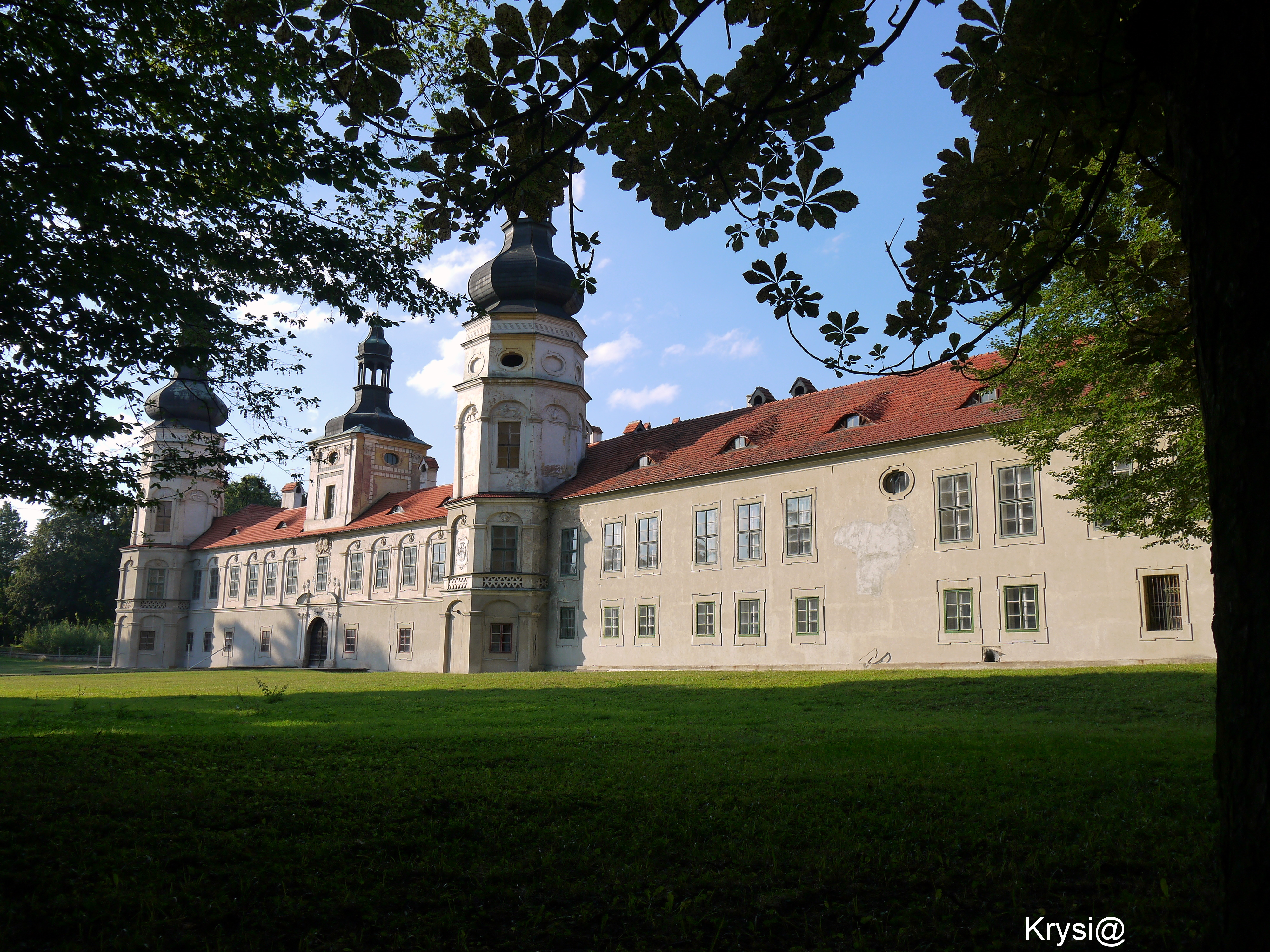
Pohled na zámek ze zámecké zahrady
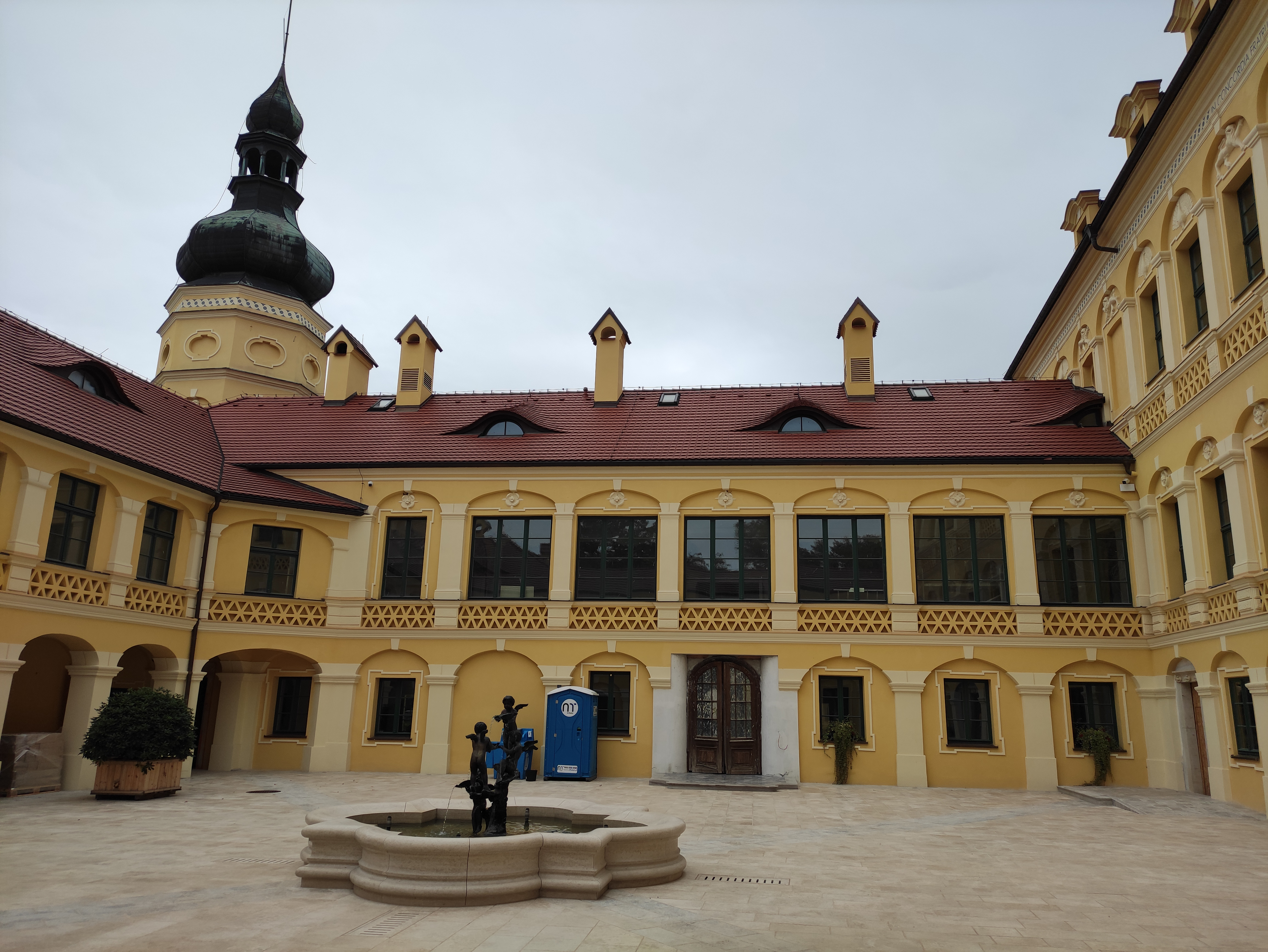
Nádvoří zámku
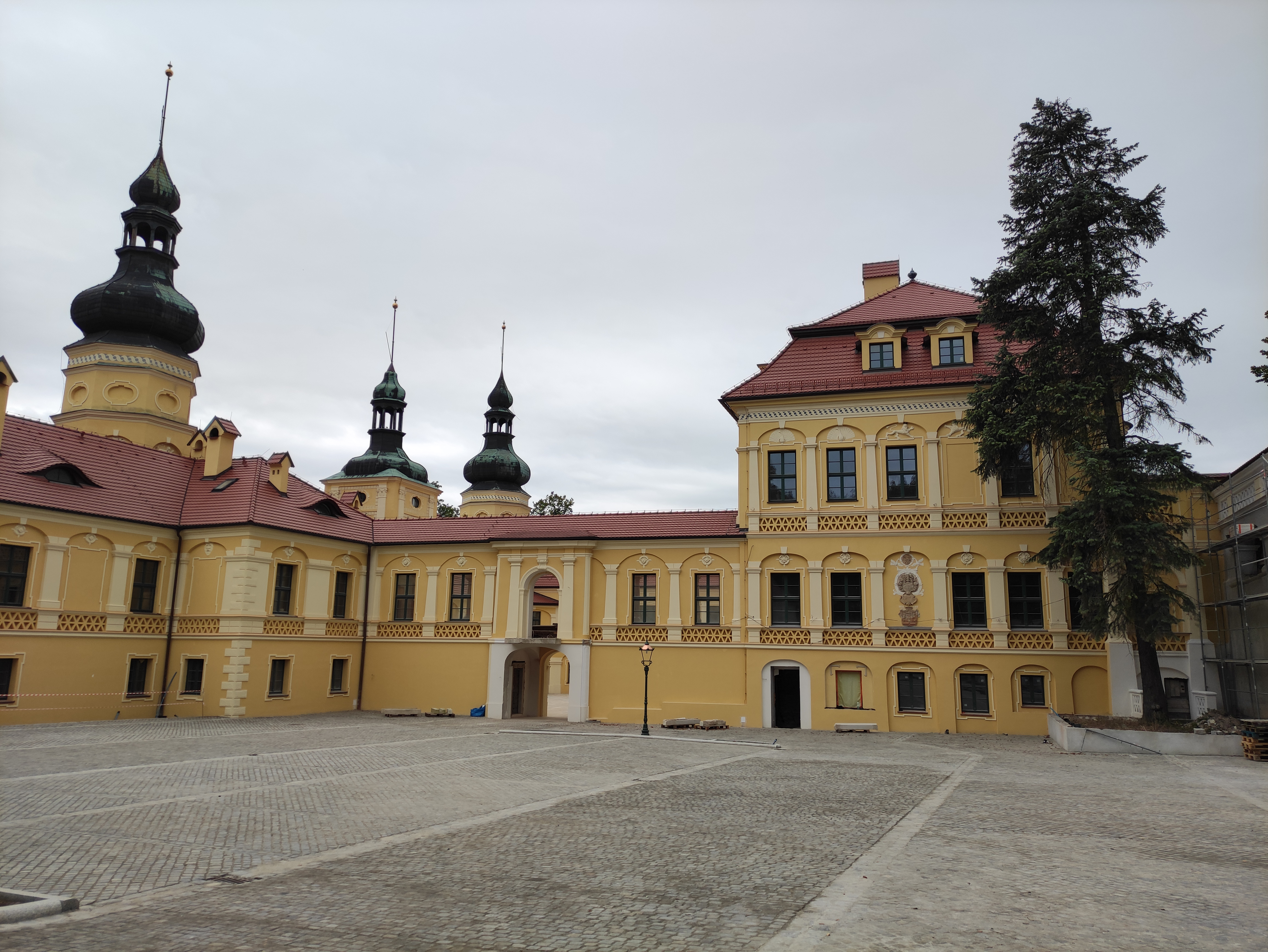
Nádvoří zámku
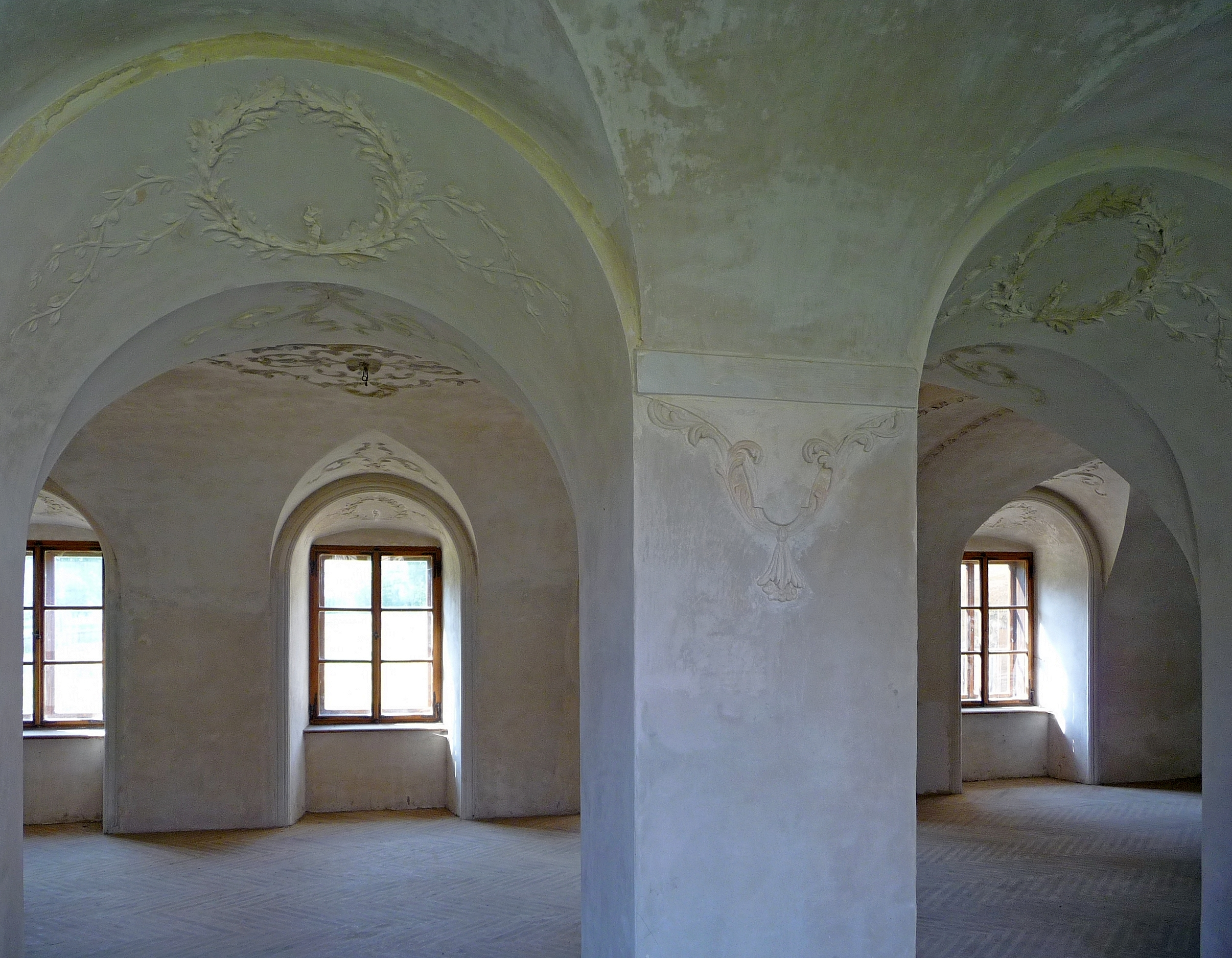
Interiér
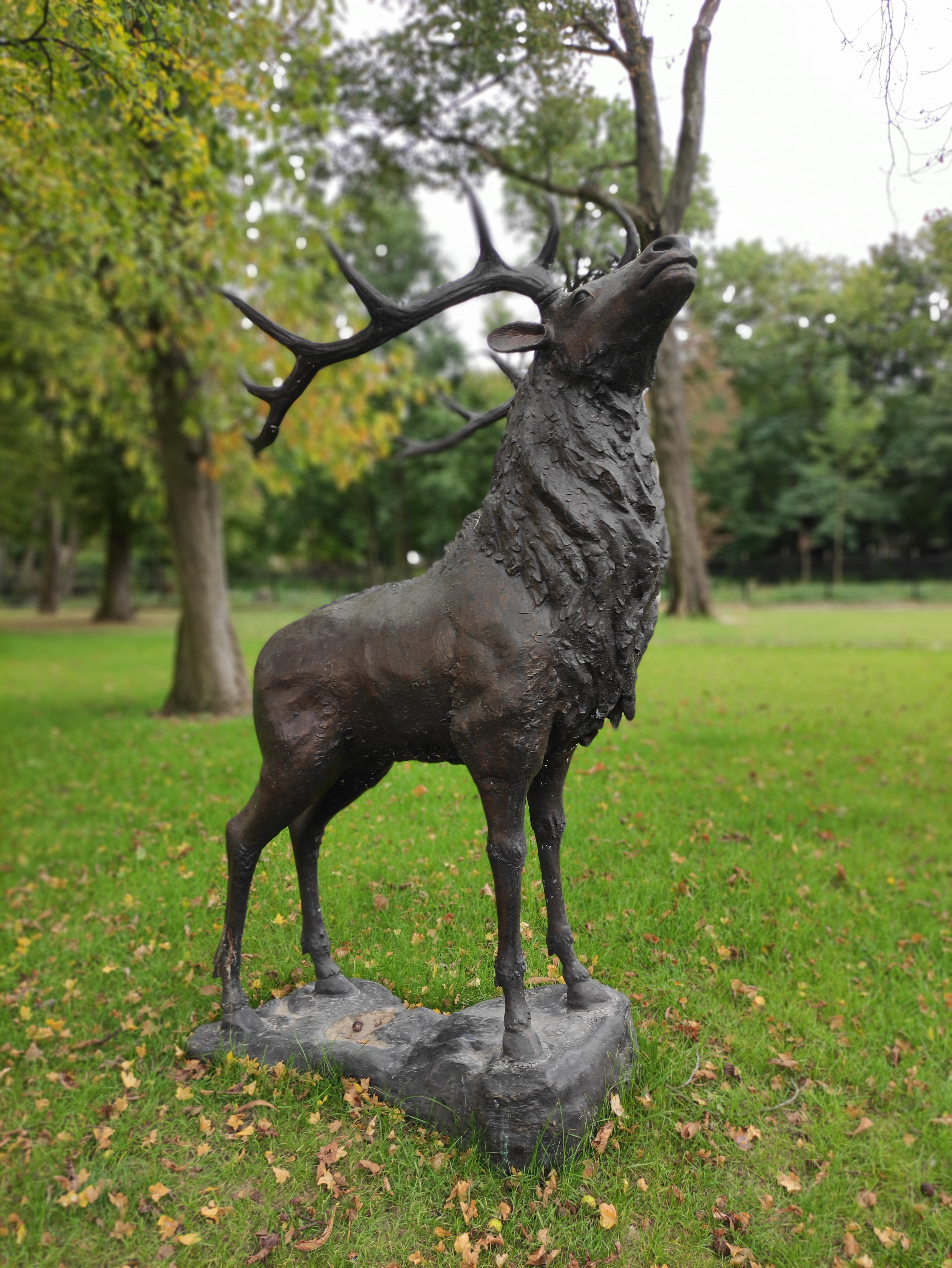
Socha v parku